# Marilles

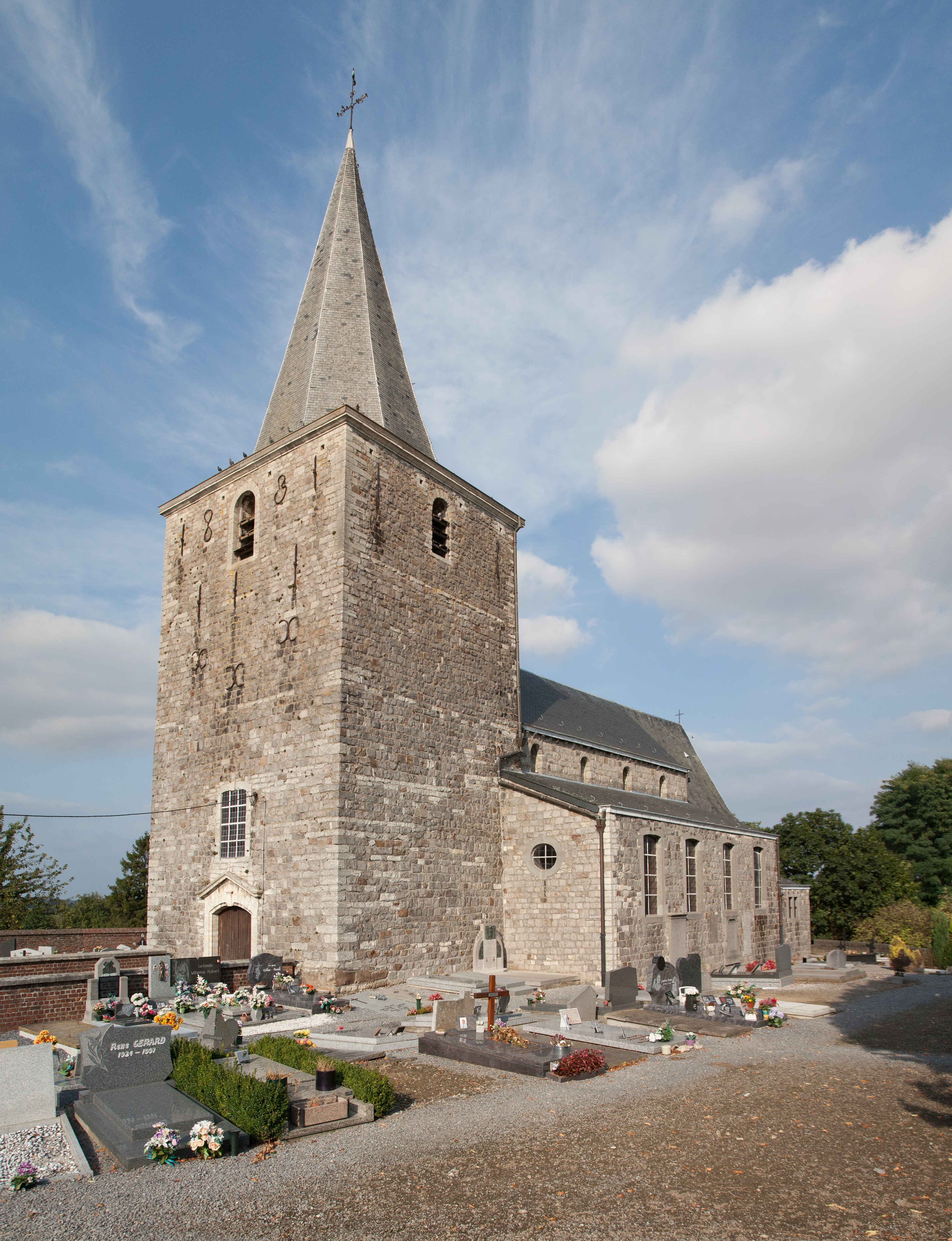
Sint-Martinuskerk

Marilles is een plaats en deelgemeente van de Belgische gemeente Orp-Jauche.
Marilles ligt in de provincie Waals-Brabant en was tot 1 januari 1977 een zelfstandige gemeente.

## Bezienswaardigheden
- De Sint-Martinuskerk (Église Saint-Martin) heeft een romaans schip en een romaanse voorgebouwde toren. Het koor is gotisch en de zijbeuken zijn van 1763.

## Natuur en landschap
De hoogte aan de kerk bedraagt 89 meter.

## Demografische ontwikkeling
- Bronnen:NIS, Opm:1831 tot en met 1970=volkstellingen, 1976= inwonersaantal op 31 december

## Nabijgelegen kernen
Noduwez, Piétrain, Nodrenge, Orp-le-Grand, Orp-le-Petit
Deelgemeenten: Énines · Folx-les-Caves · Geten · Jandrain-Jandrenouille · Marilles · Noduwez · Orp-le-Grand

Overige plaatsen: Jandrain · Jandrenouille

Belgische gemeenten · Arrondissement Nijvel · Waals-Brabant · Wallonië